# بنات الخلول
بنات الخُلُول (Arcidae ، Ark shells) فصيلة من المحار بيض صغار منها أم الخلول. وتضم أنواعا مختلفة في الحجم والشكل ، ويصل تعداد أنواعها إلى 200 عالميا.

## الاجناس
1. Acar Gray, 1857
2. Anadara Gray, 1847
3. Arca Linnaeus, 1758
4. Barbatia Gray, 1847
5. Bathyarca Kobelt, 1891
6. Bentharca Verrill and Bush, 1898
7. Samacar Iredale, 1936
8. Senilia Linnaeus, 1758